# Josef Brandel

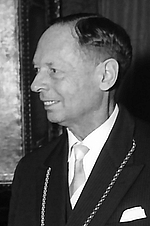
Josef Brandel (1959)

Josef Brandel (* 30. Oktober 1901 in Freiburg im Breisgau; † 15. Januar 1964 ebenda), teilweise auch Joseph Brandel, war von 1956 bis 1962 Oberbürgermeister der Stadt Freiburg im Breisgau.

## Leben
Als Sohn eines Korbwarenhändlers wurde er durch den Pfarrer Heinrich Hansjakob auf den Namen Josef Florian Franz getauft. Nach dem Abitur im Jahre 1920 studierte er Jura in Freiburg und wurde aktives Mitglied der katholischen Studentenverbindung Germania-Hohentwiel im KV. Er wohnte in der Merianstraße 5. 1924 legte er das Referendarexamen ab und promovierte 1925 zum Dr. jur. Das Thema seiner Dissertation lautete: Das Erbbaurecht in Freiburg i. Br. seit 1919. 1927 bestand Brandel das zweite juristische Staatsexamen. 1928 trat er in den Dienst der Stadt Freiburg und wurde dort Stadtrechtsrat. 1939 heiratete er Christina Maria Kissel aus Worms.
Nach dem Zweiten Weltkrieg galt Brandel als unbelastet und wurde 1945 zum ständigen Vertreter des Oberbürgermeisters ernannt. Er war Leiter des Rechtsamts und Dezernent für das Baudezernat. Ab 1948 trug er offiziell den Titel Bürgermeister.
Als Leiter der Bauverwaltung war Brandel – zusammen mit den Oberbaudirektoren Joseph Schlippe und ab 1951 Hans Geiges – maßgeblich für den Wiederaufbau der in Trümmern liegenden Innenstadt im alten mittelalterlichen Maßstab verantwortlich. Ferner wurden in den Jahren 1948 bis 1955 etwa 10.000 Wohnungen neu gebaut, 1950 hatte Freiburg mit 112.000 Einwohnern wieder die Vorkriegsgröße erreicht; weiteres deutliches Bevölkerungswachstum durch Zuzüge erforderte große Anstrengungen im Wohnungsbau.
Schon vor 1933 war Brandel Mitglied der Zentrumspartei, weshalb es nahe lag, dass er nach Gründung der CDU dieser beitrat. Wie der Großteil der südbadischen CDU vertrat Brandel in der so genannten „Badenfrage“ den „altbadischen“ Standpunkt, der besagte, dass das alte Land Baden, das nach dem Krieg im Norden der amerikanische und im Süden der französischen Besatzungszone angehörte, wieder gebildet werden solle.
Als 1956 der damalige Oberbürgermeister Wolfgang Hoffmann überraschend verstarb, war klar, dass der neue Oberbürgermeister angesichts der Mehrheitsverhältnisse ebenfalls wieder der CDU angehören würde. Die Partei stellte den südbadischen Parteivorsitzenden Anton Dichtel auf; aber auch Brandel bewarb sich und gewann die Wahl mit Hilfe eines überparteilichen Wahlbündnisses deutlich (mit 67,7 %) gegen den offiziellen Kandidaten der führenden Partei (28,4 %), der er selbst angehörte.
In seine Amtszeit fielen 1957 das 500-jährige Jubiläum der Universität und die erste Städtepartnerschaft der Stadt mit der französischen Stadt Besançon im Jahre 1959, die Anbindung Freiburgs an das Autobahnnetz, der weitgehende Abschluss des Wiederaufbaus, der Beginn einer planvollen Industrieansiedlung und die Erschließung neuer Wohngebiete, die durch die rasch steigende Bevölkerungszahl (jährlich etwa 2000 Neubürger) und den größeren Raumbedarf der ansässigen Bevölkerung notwendig wurde, und nicht zuletzt die Einrichtung eines städtischen Kulturpreises, des Reinhold-Schneider-Preises. 1958 wurde er außerdem als Ehrenmitglied in die KDStV Hercynia Freiburg im Breisgau aufgenommen.

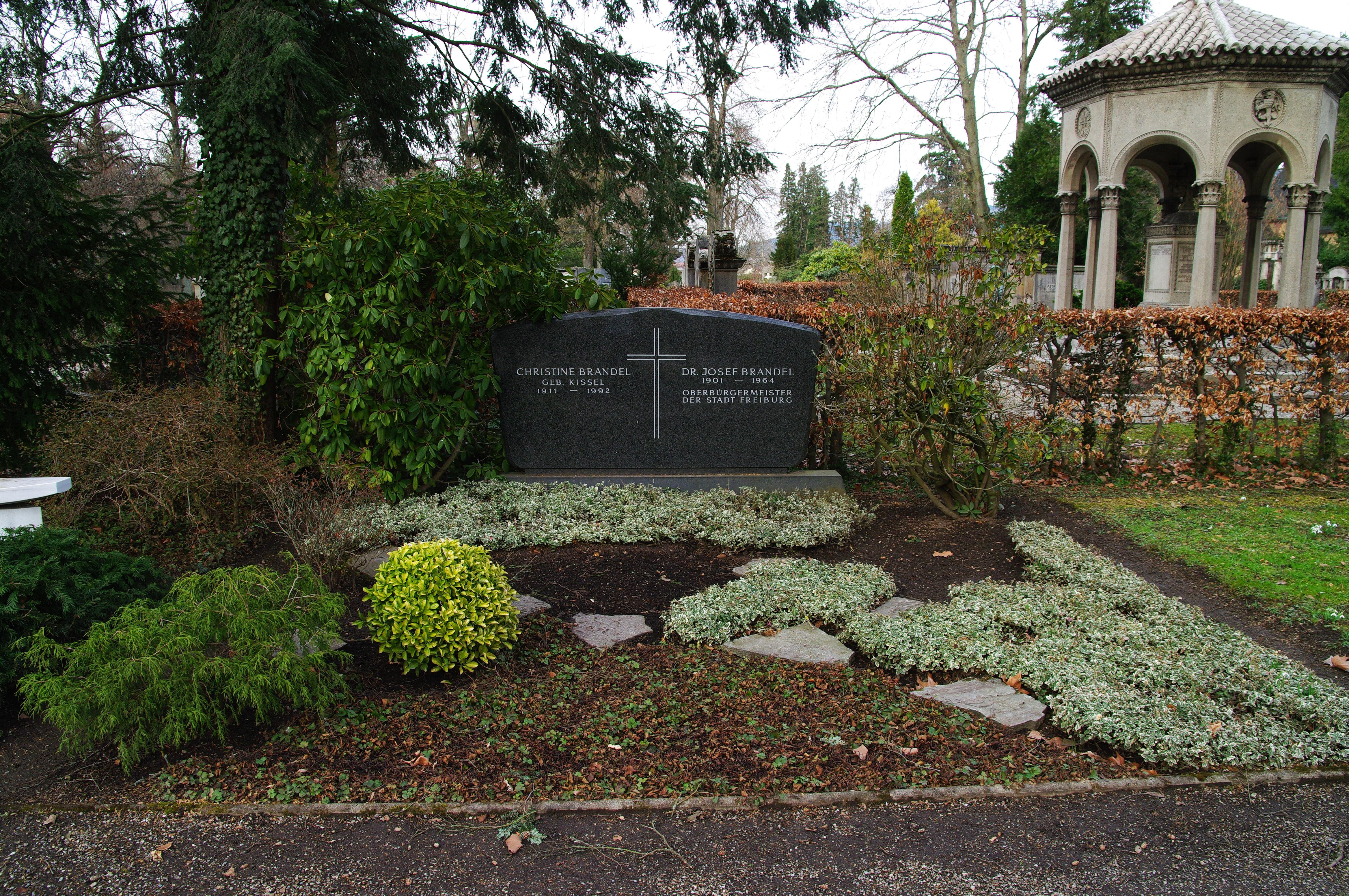
Grab auf dem Freiburger Hauptfriedhof

Aufgrund seiner angeschlagenen Gesundheit trat Brandel am 30. Juni 1962 vom Amt des Oberbürgermeisters zurück. Sein Nachfolger wurde der Sozialdemokrat Eugen Keidel. Am 15. Januar 1964 starb Brandel in Freiburg und wurde auf dem Freiburger Hauptfriedhof beigesetzt.

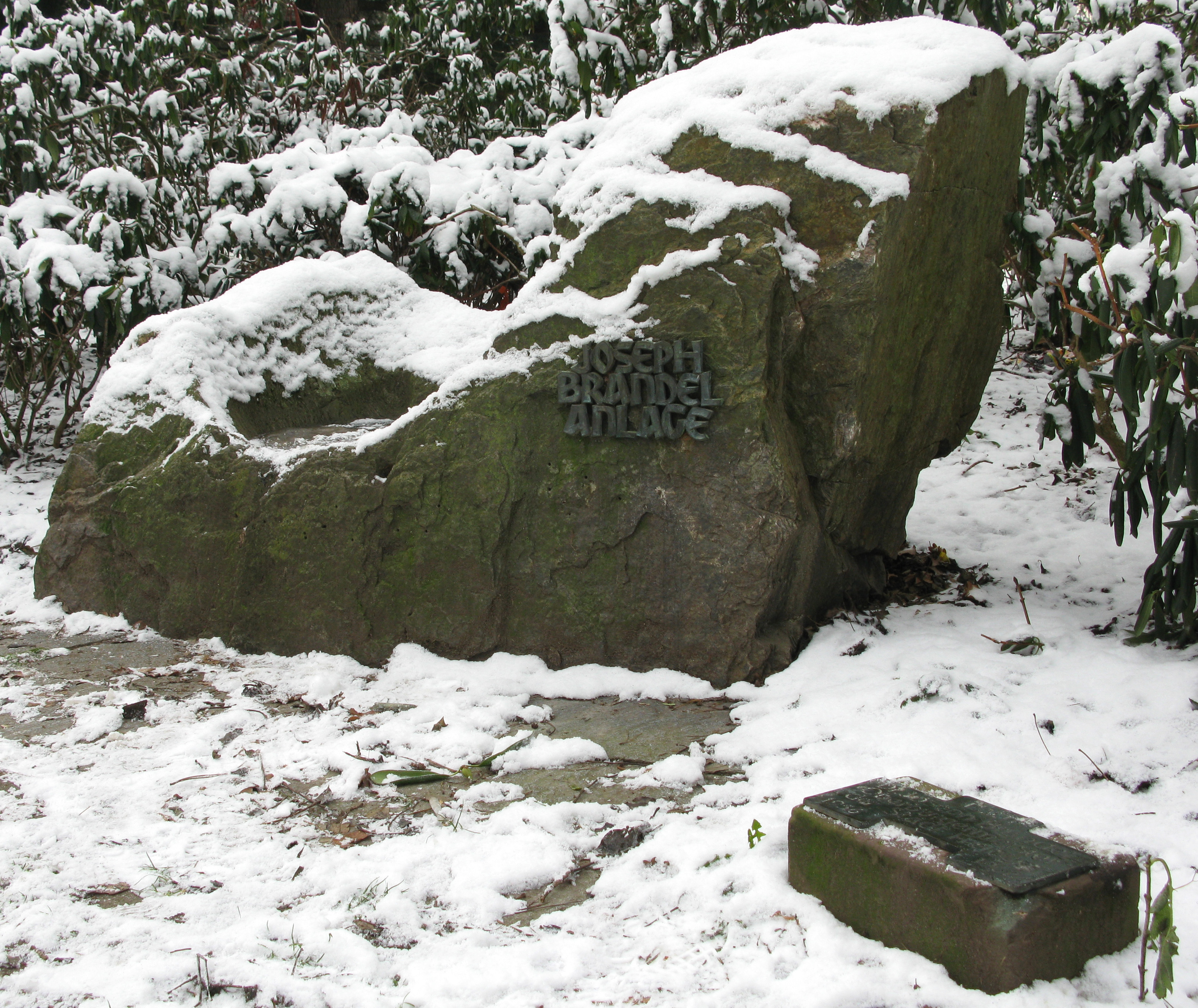
Gedenkstein in der Joseph-Brandel-Anlage

Im Freiburger Stadtteil Haslach erinnert ein Gedenkstein in der nach ihm benannten Grünanlage an das frühere Stadtoberhaupt. Die Schaffung der Joseph-Brandel-Anlage geht auf seine Initiative zurück.